# 9 juillet dans les chemins de fer
9 juin 9 août
Chronologies thématiques
- Croisades
- Sports
- Disney

Cette page concerne les événements qui se sont déroulés un 9 juillet dans les chemins de fer.

## Événements

### XIXesiècle
- 1895 : au Canada, au Québec, une collision par rattrapage survient  entre Richmond et Lévis. Les journaux au lendemain du drame parlent de 14 à 16 morts[1],[2],[3],[4]. Des sources mentionnent 25 morts de nos jours[5].

### XXesiècle

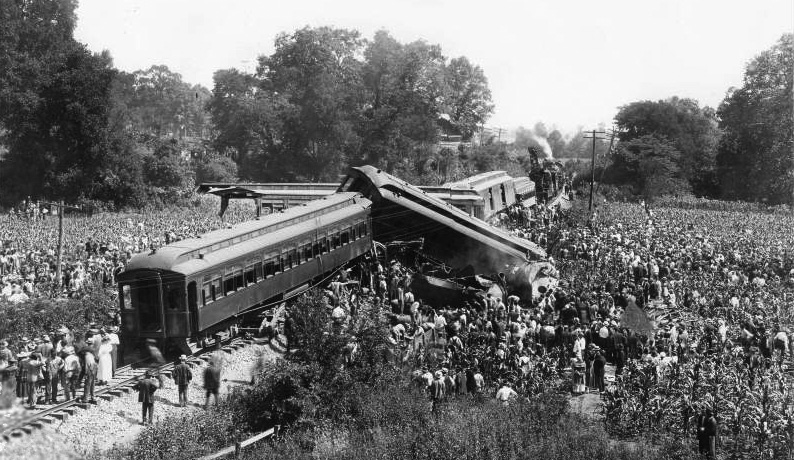
La catastrophe ferroviaire de 1918 aux États-Unis

- 1918 : aux États-Unis, deux trains de la compagnie Nashville, Chattanooga and St. Louis Railroad entrent en collision, tuant 101 personnes et en en blessant 171 autres, dans ce qui est à ce jour la plus grande catastrophe ferroviaire de l'histoire des États-Unis (photo).
- 1926 : aux États-Unis, la première utilisation d'un téléphone à bord d'un train a lieu dans un train de la compagnie New York Central Railroad.
- 1988. : au Luxembourg, l'électrification de l'embranchement d'Ettelbruck à Diekirch est mise en service[6].